# Carrodilla
Carrodilla est une localité argentine située dans le département de Luján de Cuyo, province de Mendoza.

## Bâtiments historiques
La localité est connue pour son église et le calvaire commun, qui prennent une signification particulière pendant la Semaine sainte. L'église, ainsi que la maison (aujourd'hui un musée) qui se trouve à l'intérieur, datent de 1778, construites par Antonio Solanillas. La maison qu'habitait Solanillas est aujourd'hui la maison paroissiale, correspondant à la typologie des maisons postcoloniales à deux niveaux avec une galerie et des balcons avec des grilles en bois. Ce bâtiment est l'une des rares constructions ayant survécu au tremblement de terre qui a détruit une partie de la province de Mendoza en 1861, et a été déclaré patrimoine historique national et provincial en 1994.
Le calvaire est le centre de pèlerinage le plus important de Mendoza pendant la semaine sainte et il est situé sur un terrain qui se fait face. Son auteur, le frère catalan José Aymont, conçut en 1844 et en ce lieu de Cuyo, le premier calvaire en plein air. À l'intérieur du calvaire, on trouve des structures avec des images sculptées des différentes étapes du Chemin de croix et un Christ crucifié à la fin du parcours. En outre, il existe une série de bancs et d'espaces verts idéaux pour passer du temps en famille.

## Sismologie
La sismicité de la région de Cuyo (centre-ouest de l'Argentine) est fréquente et de très forte intensité, avec un silence sismique de séismes moyens à graves tous les 20 ans.
- Séisme de 1861 : bien que de telles activités géologiques catastrophiques se soient produites depuis la préhistoire, le tremblement de terre du 20 mars 1861, qui a fait 12 000 morts, a marqué une étape importante dans l'histoire des événements sismiques en Argentine, car il s'agit du plus fort tremblement de terre enregistré et documenté dans le pays. Depuis lors, les gouvernements successifs de Mendoza et des municipalités ont fait preuve d'une extrême prudence et ont restreint les codes de construction[3]. Avec le séisme de San Juan du 15 janvier 1944, les gouvernements ont pris conscience de l'énorme gravité chronique des séismes dans la région.
- Séisme de 1920 : d'une intensité de 6,8 sur l'échelle de Richter, il a détruit une partie de ses bâtiments et ouvert de nombreuses fissures dans la région. On dénombre 250 décès dus à la destruction de maisons en adobe[4].
- Séisme de 1929 dans le sud de Mendoza : très grave, et parce qu'aucune mesure préventive n'avait été élaborée, alors que neuf années seulement s'étaient écoulées depuis le précédent, il a tué 30 habitants en raison de l'effondrement de maisons en adobe.
- Séisme de 1985 : un autre épisode grave[5], d'une durée de 9 secondes, qui a entraîné l'effondrement de l'ancien Hospital del Carmen à Godoy Cruz.